# Nembience
Nembience er et dansk metal band der startede i begyndelsen af 2005 i København. Bandet består af Kenneth Reby, Martin Rasmussen, Jose Cruz, Jakob Lykkebo og Peter Mathiesen. Bandet har udgivet en EP med titlen Demise og udgav deres debutalbum Through Times of Despair gennem Casket Music.

## Karriere
I 2005 begyndte den spanske guitarist Jose Cruz at jamme med guitaristen Martin Rasmussen, og trommeslageren Kasper Rottbøll.
De begyndte at skrive sange sammen, og efter nogle skift i line-up'et, fandt de forsanger Kenneth Reby og bassist Jakob Lykkebo.
Bandet var nu komplet, bestående af de 5 musikere, og siden har de haft æren af at dele scene med en række danske metal-bands som: Raunchy, Illdisposed og Dawn of Demise, samt udenlandske som: Maroon og Sonic Syndicate, og mange flere. Deres første promo udkom i 2006, og fik navnet “Demise”. Efter promoen blev bandet nomineret til prisen "Årets Talent" ved Danish Metal Awards (DMeA).
I september 2008 tog bandet til CB Studios i Holsted for at starte indspilningen af bandets første album med titlen “Through Times of Despair”. Albummet blev produceret af Christian Bonde og bandet selv. Mixingen tog Christian Bonde sig af og pladen blev masteret af Jacob Hansen i Hansen Studios.
Debutalbummet "Through Times of Despair" udkom 15. marts 2010 gennem engelske Casket Music.

## Medlemmer
- Kenneth Reby – Vokal (2006 – 2010 & 2011 – 2012)
- Martin Rasmussen – Guitar (2005 - 2012)
- Jose Cruz – Guitar (2005 - 2012)
- Kristian Iversen – Bas (2005 – 2006)
- Jakob Lykkebo – Bas (2007 - 2012)
- Kasper Rottbøll – Trommer (2005 – 2009 & 2011 – 2012)
- Peter Mathiesen – Trommer (2009 – 2011)

## Diskografi

### Demoer
- Demise (2006)

### Studiealbum
- Through Times of Despair (2010)

## Ekstern henvisninger
- Officiel hjemmeside Arkiveret 4. juni 2014 hos  Wayback Machine
- Nembience på Encyclopaedia Metallum
- Nembience på Myspace

| Musikgruppe | Spire Denne artikel om en dansk musikgruppe er en spire som bør udbygges. Du er velkommen til at hjælpe Wikipedia ved at udvide den. |